# Thaumastopeus cupripes
Thaumastopeus cupripes är en skalbaggsart som beskrevs av Waterhouse 1841. Thaumastopeus cupripes ingår i släktet Thaumastopeus och familjen Cetoniidae. Inga underarter finns listade i Catalogue of Life.